# Mabel Dwight

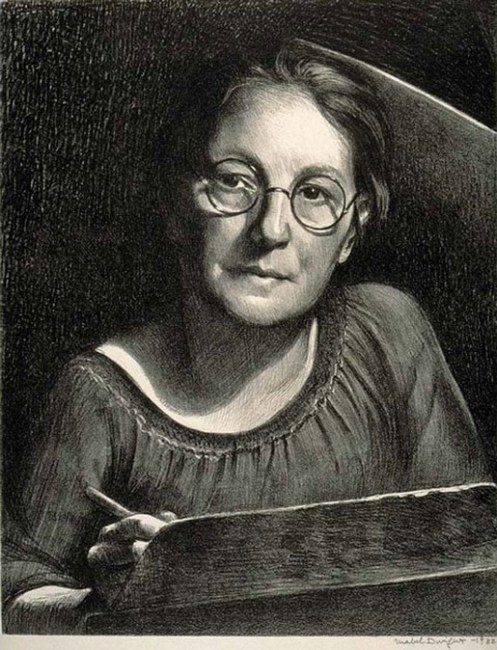
Mabel Dwight, Selbstporträt, 1932

Mabel Dwight (* 31. Januar 1875 in Cincinnati, Ohio; † 4. September 1955 in New York City) war eine US-amerikanische Künstlerin, die vor allem für ihre Lithografien bekannt ist, die Szenen aus dem täglichen Leben mit Humor und Mitgefühl darstellen.  

## Leben
Geboren als Mabel Jacque Williamson, wuchs sie in New Orleans auf und zog Ende der 1880er Jahre mit ihren Eltern nach San Francisco. Dort studierte sie am Mark Hopkins Institute bei Arthur Mathews. 1898 wurde sie Leiterin des San Francisco Sketch Club. 1903 kehrte sie in die USA zurück und lebte mit ihren Eltern in Greenwich Village, New York City. 1906 heiratete sie den Künstler Eugene Patrick Higgins, gab aber ihre künstlerische Tätigkeit auf. Nach der Trennung 1917 nahm sie ihre Karriere wieder auf und arbeitete als Sekretärin im neu gegründeten Whitney Studio Club.

## Werk

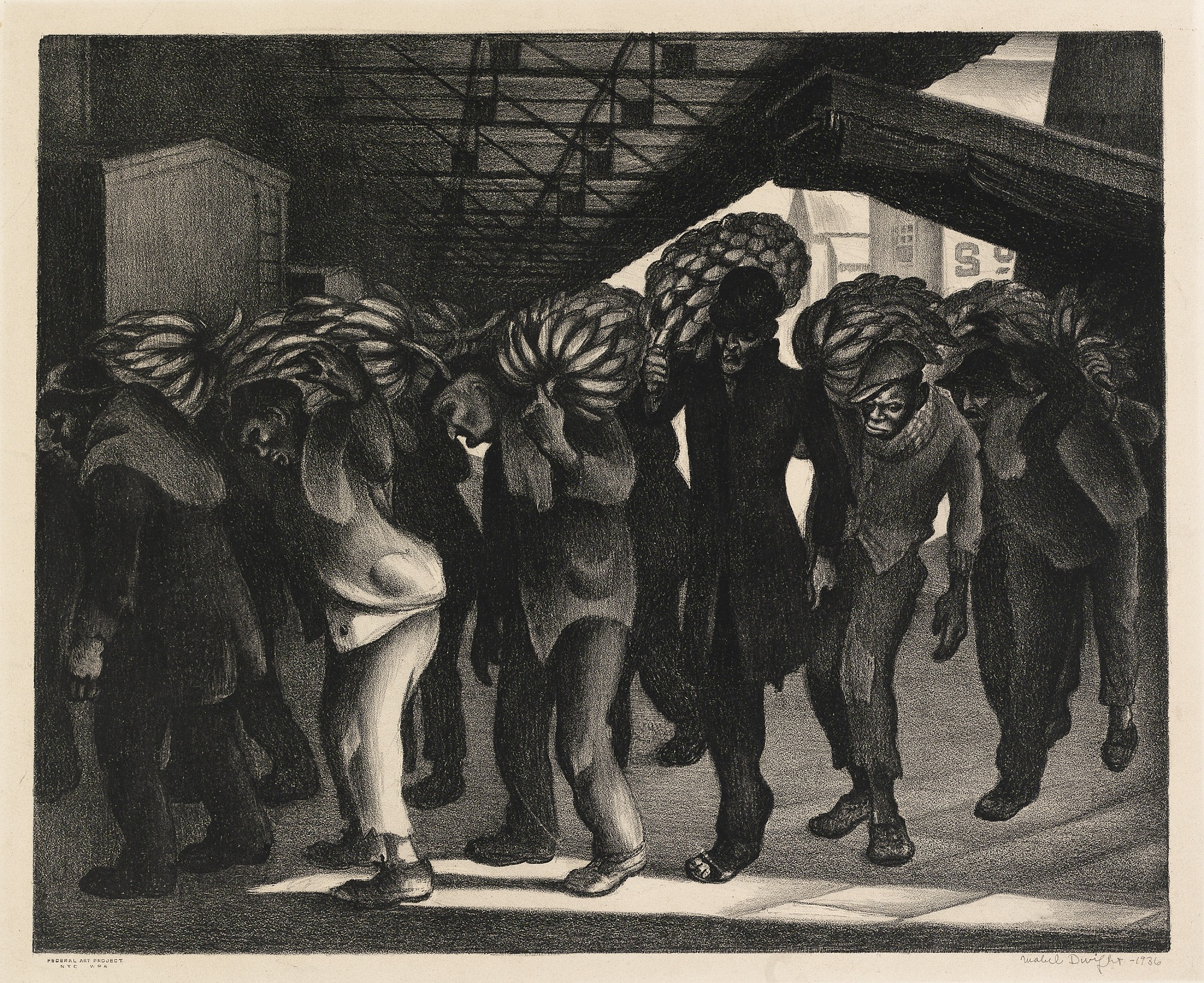
Banana Men, 1936. Smithsonian American Art Museum

Mabel Dwight begann 1926 mit der Lithografie und entwickelte bald einen eigenen Stil, der von feinem Humor und sozialer Beobachtungsgabe geprägt war. Ihre Arbeiten zeigen häufig Szenen aus dem städtischen Leben wie Theaterbesuche, Parkansichten und Alltagssituationen und reflektieren sowohl die Komik als auch die Tragik des menschlichen Daseins. 1936 wurde sie von der Zeitschrift Prints als eine der besten lebenden Grafikerinnen anerkannt.